# IC 2602

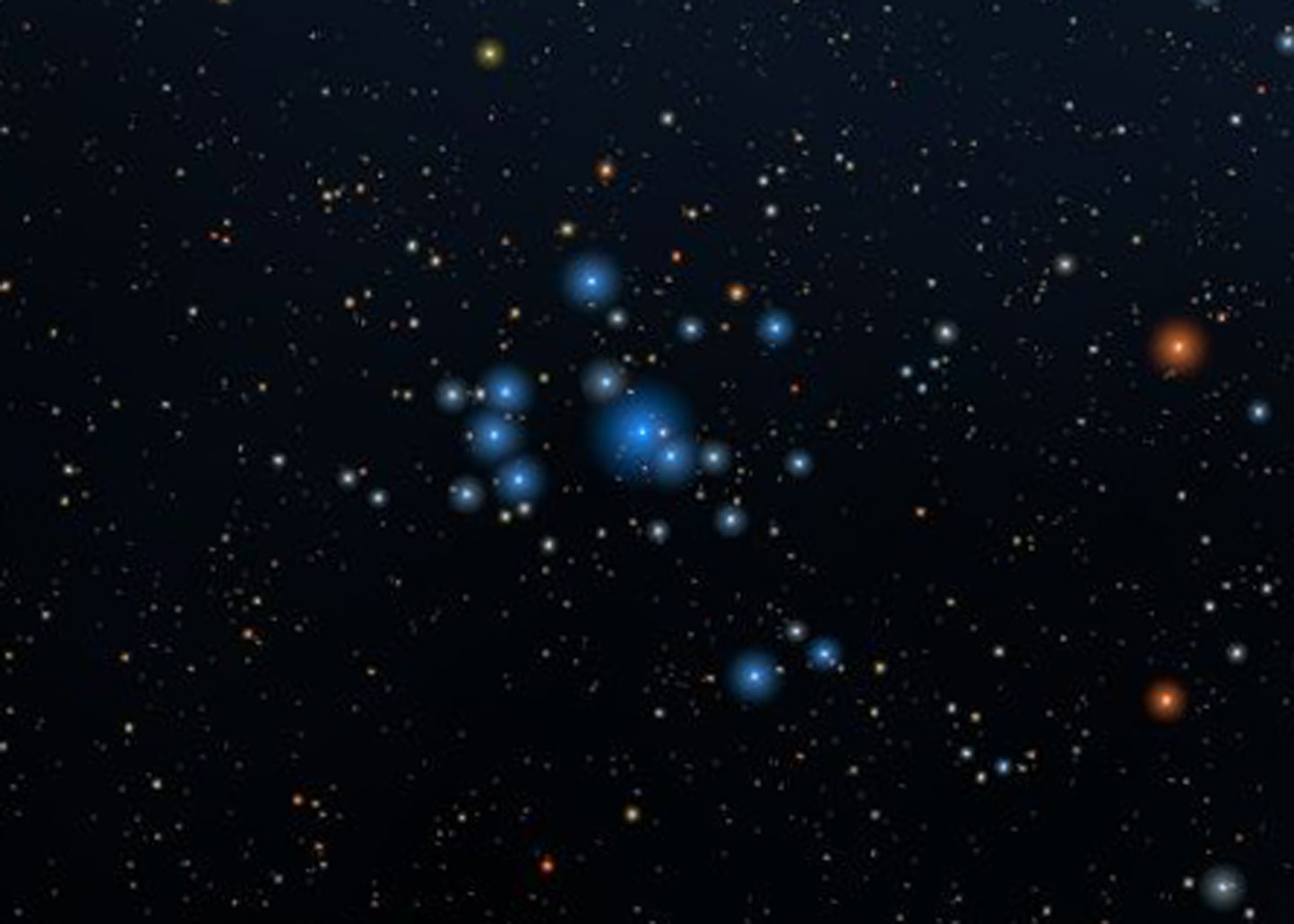
IC 2602

IC 2602, Caldwell 102, Roiul Theta Carinae sau Pleiadele sudice  este un roi deschis din constelația Carena. 